# Puechredon
Puechredon é uma comuna francesa na região administrativa de Occitânia, no departamento de Gard. Estende-se por uma área de 8,08 km². Em 2010 a comuna tinha 44 habitantes (densidade: 5,4 hab./km²).